# Bocanda
Bocanda es un departamento de la región de N'Zi, Costa de Marfil. En mayo de 2014 tenía una población censada de 126 910 habitantes.
Se encuentra ubicado en el centro-este del país, al este de la capital nacional, Yamusukro, y al oeste del río Komoé.